# Ливаде
Ливаде е село в Южна България. То се намира в община Мадан, област Смолян.

## География
Село Ливаде се намира в планински район.